# Dolmen de La Ermita
El dolmen de La Ermita se localiza al sur de la localidad de Galisancho (Provincia de Salamanca, España), en una franja geográfica el Valle del Tormes, de gran concentración megalítica. 
Responde al tipo de los denominados sepulcros de corredor; consta, por tanto, de cámara circular y largo corredor de acceso, cubiertos por un túmulo de planta oval irregular. 
El material obtenido en las diferentes campañas de excavación, evidencia dos grandes momentos de ocupación, a partir de una fecha no alejada del 3000 a. C., y que se prolonga hasta bien avanzado el segundo milenio.